# Skoki do wody na Letnich Igrzyskach Olimpijskich 1932 – skoki standardowe z wieży mężczyzn
Konkurs skoków do wody z 10 m wieży mężczyzn podczas Letnich Igrzysk Olimpijskich 1932 rozegrany został 13 sierpnia 1932 r. Zawody odbyły się w Olympic Park Swimming Stadium w Los Angeles.

## Wyniki
Rozegrano tylko rundę finałową. Każdy z zawodników oddawał 8 skoków: 4 obowiązkowe i 4 dowolne.
| Pozycja | Zawodnik         | Kraj              | Skok  | Skok  | Skok  | Skok  | Skok  | Skok  | Skok  | Skok  | Łącznie |
| Pozycja | Zawodnik         | Kraj              | #1    | #2    | #3    | #4    | #5    | #6    | #7    | #8    | Łącznie |
| ------- | ---------------- | ----------------- | ----- | ----- | ----- | ----- | ----- | ----- | ----- | ----- | ------- |
| złoto   | Harold Smith     | Stany Zjednoczone | 10,08 | 13,68 | 14,40 | 15,30 | 17,16 | 19,80 | 18,04 | 16,34 | 124,80  |
| srebro  | Michael Galitzen | Stany Zjednoczone | 9,84  | 14,44 | 13,76 | 14,62 | 18,48 | 17,94 | 16,72 | 18,48 | 124,28  |
| brąz    | Frank Kurtz      | Stany Zjednoczone | 9,36  | 12,54 | 14,08 | 12,58 | 16,28 | 17,10 | 20,24 | 19,80 | 121,98  |
| 4.      | Josef Staudinger | Austria           | 8,88  | 13,30 | 12,80 | 11,22 | 13,68 | 16,28 | 14,96 | 12,32 | 103,44  |
| 5.      | Carlos Curiel    | Meksyk            | 8,40  | 8,74  | 10,56 | 10,88 | 10,80 | 10,12 | 11,56 | 12,76 | 83,82   |
| 6.      | Jesús Flores     | Meksyk            | 5,52  | 6,46  | 11,20 | 8,16  | 12,80 | 8,80  | 9,60  | 15,40 | 77,94   |
| 7.      | Alfred Phillips  | Kanada            | 7,20  | 5,32  | 12,16 | 7,14  | 14,96 | 12,24 | 13,68 | 4,40  | 77,10   |
| 8.      | Hidekatsu Ishida | Japonia           | 8,40  | 3,42  | 7,04  | 9,52  | 14,82 | 7,92  | 11,16 | 13,64 | 75,92   |